# Kościół św. Bartłomieja w Krakowie (os. Podwawelskie)
Kościół św. Bartłomieja – zabytkowy kościół rzymskokatolicki znajdujący się w Krakowie, w dzielnicy VIII Dębniki przy ul. Komandosów 25, na Osiedlu Podwawelskim.

## Historia
W XVII wieku na terenie dzisiejszego Osiedla Podwawelskiego znajdował się folwark rodziny Grabiańskich. Architekt Ludwik Mikołaj Grabiański wybudował tam w 1694 roku kaplicę św. Bartłomieja.
W latach okupacji (1702–1709) folwark przeszedł na własność rodziny Luxarowiczów, a w roku 1726 na własność Misjonarzy.
W kaplicy od roku 1779 za zgodą bp. Kajetana Sołtyka, odprawiane były nabożeństwa. W 1782 ks. Jan Duwall założył oddzielną parafię pw. św. Bartłomieja.
Od roku 1816 majątek należał od Franciszka Rippera, który w roku 1851 odnowił kaplicę.
W roku 1895 kościółek zakupiła rodzina Batków. Ufundowali oni obraz Matki Bożej Częstochowskiej.
W czasie II wojny światowej parafia popadła w ruinę. Dopiero w 1963 ks. rektor Adam Gacek i mgr Teresa Waśniewska odbudowali kościółek.
Obecnie należy on do parafii Matki Boskiej Fatimskiej wraz ze zbudowanym w 1987 r. kościołem pw. Matki Boskiej Fatimskiej.

## Architektura
Kościół św. Bartłomieja jest budynkiem jednonawowym z absydą oraz kruchtą od strony południowej, dobudowaną po II wojnie światowej. Wymiary wraz z apsydą: długość 15,99 m, szerokość 4,54 m, wysokość 8,2 m. sklepienie absydy pokryte jest dekoracją. Nawa sklepiona jest krzyżowo i oparta na czterech pilastrach. Z zewnątrz bryła kościoła zwieńczona jest gzymsem. W dolnej części kościoła znajduje się krypta przykryta sklepieniem beczkowym z lunetami. Nad prezbiterium znajduje się malunek przedstawiający Trójcę Świętą. Na południowej ścianie znajdują się trzy prostokątne okna z witrażami.